# Gammarus crinicornis
Gammarus crinicornis is een vlokreeftensoort uit de familie van de Gammaridae. De wetenschappelijke naam van de soort is voor het eerst geldig gepubliceerd in 1966 door Stock.
G. crinicornis kan tot 20 mm groot worden en komt voor in het intergetijdegebied van de atlantische kusten van Europa, van Nederland tot aan de Middellandse Zee. Hier wordt het aangetroffen op de zandige stranden, vaak in poeltjes tussen algen. Ook wordt de soort aangetroffen in estuaria.